# Électrothéâtre Stanislavski
L'Électrothéâtre Stanislavski (en russe : Электротеатр Станиславский) est un théâtre fondé en 1935 à Moscou, dirigé par Constantin Stanislavski, inventeur de la Méthode. Le théâtre se nomme à sa création Studio opéra dramatique, puis Studio opéra dramatique Stanislavski à partir de 1946, puis Théâtre dramatique de Moscou Stanislavski à partir de 1948 jusqu'en 2013. Il est sis au 23 de la rue Tverskaïa depuis 1950. Le théâtre ferme en 2013 pour restauration avant de rouvrir ses portes en 2015 sous son nom actuel. Depuis 2017, l'électrothéâtre Stanislavski est membre de l'Union des théâtres de l'Europe. Son directeur artistique est le metteur en scène Boris Ioukhananov.

## Historique

### Origine du théâtre
Le 16 mars 1935, à l'initiative de Constantin Stanislavski, le Studio opéra dramatique est créé par décision du commissariat du Peuple à l'éducation (Narkompros), alors dirigé par le leader bolchevik Andreï Boubnov. Le studio devient le laboratoire d'expérimentation de la nouvelle méthode de travail de l'acteur, issue du système Stanislavski, méthode dite du « jeu physique ». Le metteur en scène est aidé de Benjamin Radomyslenski, co-directeur du studio, d'une dizaine de pédagogues, de sa sœur Zinaïda Sokolova, de son épouse Maria Lilina, de la metteur en scène et pédagogue Maria Knebel et de nombreux acteurs du théâtre d'art de Moscou, le MKhAT : Vassili Orlov, Mikhaïl Kedrov, Leonid Leonidov, Ivan Moskvine, Olga Androvskaïa. Le responsable du département opéra est le chef d'orchestre Nikolaï Golovanov, secondé pour la partie chant par la chanteuse lyrique Antonina Nejdanova et pour la scène par la chorégraphe Inna Tchernetskaïa.
Les cours réguliers au studio commencent le 1er octobre 1935. Les classes d'opéra et de théâtre comptent respectivement une vingtaine et une trentaine d'élèves. On trouve parmi les étudiants de futurs grands noms du théâtre et du cinéma soviétique tels les acteurs Piotr Glebov, Boris Levinson, Iouri Leonidov, Nikolaï Afanassiev, et des arts lyriques comme l'actrice et chanteuse d'opéra Lilia Gritsenko et le metteur en scène Dmitri Smolitch. Stanislavski connaissant des problèmes de santé durant cette période – il se rend régulièrement au sanatorium – les cours se déroulent le plus souvent à son domicile, dans la ruelle Leontiev.
C'est en deuxième année que les pièces du répertoire classique sont étudiées : Les Trois Sœurs et La Cerisaie d'Anton Tchekhov, Hamlet et Roméo et Juliette de William Shakespeare, Les Fruits de la science de Léon Tolstoï, Les Enfants Vaniouchine de Sergueï Naïdionov. Du côté de l'opéra, on prépare Madame Butterfly de Giacomo Puccini, Snégourotchka de Nikolaï Rimski-Korsakov et Les Joyeuses Commères de Windsor d'Otto Nicolai.

### La période soviétique
Après la disparition de Stanislavski en août 1938, c'est  Mikhaïl Kedrov, son élève, qui prend la direction du Studio. Il a l'honneur d'inaugurer la scène du théâtre en 1940, en proposant à l'affiche Les Trois Sœurs d'Anton Tchekhov. Le début de la Seconde Guerre mondiale suspend l'activité du théâtre, obligé de s'exiler en Ouzbékistan où une partie de la troupe continue à jouer, à Kokand ou à Ferghana, tandis que les volontaires ont rejoint le front. Les spectacles les plus populaires alors sont La Maîtresse de l'auberge, pièce mise en scène par Lidia Novitskaïa d'après la comédie de Carlo Goldoni, La locandiera, et l'opéra comique La Journée des ravissants mensonges (en russe : День чудесных обманов) par Iouri Malkovski, d'après le livret du dramaturge irlandais Richard Brinsley Sheridan, The Duenna.
En 1946, le théâtre est renommé Studio opéra dramatique Constantin Stanislavski, en hommage à son créateur. Le département opéra est abandonné deux années plus tard pour ne conserver que l'unique activité théâtrale. La salle de spectacle est rebaptisée alors Théâtre dramatique de Moscou Constantin Stanislavski, nom qu'elle gardera jusqu'en 2013. Son directeur artistique, de 1948 à 1950, est Vladimir Doudine, précédemment metteur en scène au Théâtre Maly. Dans la seconde moitié des années 1940, quelques pièces rencontrent de francs succès parmi lesquelles On ne badine pas avec l'amour (en russe : С любовью не шутят) par Boris Ravenskikh, d'après la pièce No hay burlas con el amor du dramaturge espagnol Pedro Calderón de la Barca, Dans le silence des forêts de Pavel Niline, Profondes sont les racines par Boris Fliaguine, d'après la pièce des américains Arnaud d'Usseau et James Gow, Deep are the Roots.
En 1950, c'est l'ancien directeur du Romen, Mikhaïl Yanchine, qui prend la direction du Théâtre dramatique de Moscou Constantin Stanislavski. Il met en scène une à deux nouvelles pièces tous les ans et le théâtre gagne en popularité dans l'ensemble du pays. La même année, il déménage la salle de spectacle dans l'ancien cinéma Ars, 23 rue Tverskaïa. Après la mort de Staline en 1953, Yanchine met en scène la pièce de Mikhaïl Boulgakov, Les Jours des Tourbine, tiré de son roman La Garde blanche. Le personnage de Lariossik est alors interprété par le jeune Evgueni Leonov. Griboïedov du dramaturge Sergueï Ermolinski et La Mouette d'Anton Tchekhov sont d'autres pièces à succès durant ces années. 
Les années 1950 et 1960 voient de jeunes acteurs rejoindre la troupe du théâtre tels Iouri Grebenchtchikov, Evgueni Ourbanski, Olga Bgan, Elizaveta Nikichtchikhina, Leonid Satanovski, Maïa Menglet, Vladimir Anisko, Nina Vesselovskaïa, Henrietta Ryjkova. Les pièces soviétiques ne sont pas les seules jouées, les dramaturges étrangers sont également mis en scène : Bertolt Brecht, George Bernard Shaw, Pavel Kohout, Eduardo De Filippo. La liberté de programmation du théâtre est telle que sa direction se trouve souvent en conflit avec les autorités culturelles de la ville. Yanchine perd finalement son poste en 1963, obligé de démissionner après l'interdiction de sa mise en scène de la pièce de Leonid Zorine, Le Pont du bateau. Le départ de Mikhaïl Yanchine marque pour beaucoup la fin de ce qui était considéré comme étant l'Âge d'or du théâtre dramatique Stanislavski.
Mikhaïl Yanchine est remplacé par Boris Lvov-Anokhine, ancien metteur en scène au théâtre académique de l'Armée russe. Il dirige l'institution de 1963 à 1969. Antigone de Jean Anouilh est joué pour la première fois en URSS, avec Evgueni Leonov et Elizaveta Nikichtchikhina dans les rôles principaux. Les mises en scène du Champ de la Mère de l'écrivain kirghiz Tchinguiz Aïtmatov et de Six juillet de Mikhaïl Chatrov connaissent un grand retentissement. Sous Lvov-Anokhine la troupe accueille les acteurs Gueorgui Bourkov, Albert Filozov, Rimma Bykova, Vassili Botchkariov.
Durant la première moitié des années 1970, le célèbre réalisateur Leonid Varpakhovski met en scène Le Faiseur de pluie de l'écrivain américain N. Richard Nash, pièce qui restera longtemps la carte de visite du théâtre. Ces quelques années n'en demeurent pas moins une période de crise pour le théâtre, jusqu'en 1976 et l'arrivée du nouveau directeur en chef, Andreï Popov, venu du théâtre d'art de Moscou, tout en y poursuivant ses spectacles. Ses étudiants le suivent : les réalisateurs Anatoli Vassiliev, Boris Morozov, Joseph Raihelgauz. Les deux réalisations d'Anatoli Vassiliev, Première version de « Vassa Geleznova » d'après la tragédie de Maxime Gorki, et, La Fille adulte d'un jeune homme du dramaturge Victor Slavkine, suscitent des critiques élogieuses, qui y voient une « nouvelle révolution théâtrale ».
En 1980, le metteur en scène Alexandre Tovstonogov devient le nouveau directeur du théâtre dramatique de Moscou. Il est l'un des premiers à mettre sur scène la nouvelle satirique de Mikhaïl Boulgakov, Cœur de chien. Le théâtre présente également les œuvres des nouvelles générations : Le Seuil d'Alexeï Doudarev, Noé et ses fils de Iouli Kim, Fantaisie impromptue de Victoria Tokareva, Pendaison de crémaillère dans une vieille maison d'Alexandre Kravtsov, Rue Cholem Aleikhem, immeuble 40 d'Arcadi Stavitski.

### Période post-soviétique
Durant les années 1990-2000, l'instabilité économique et politique du pays affecte l'activité du théâtre. Sous la direction de Felix Demitchev, le poste de réalisateur principal voit se succéder les titulaires : Roman Kozak, Vitali Lanskoï, Semion Spivak, Vladimir Mirzoïev, Tatiana Akhramkova, Alexandre Galibine. Les spectacles reflètent de plus en plus l'air du temps, on monte la comédie des auteurs français Jean-Jacques Bricaire et Maurice Lasaygues, Le Masculin singulier, dans laquelle Vladimir Korenev, acteur emblématique du cinéma soviétique – il est Ichtyandr dans L'Homme amphibie – tient le rôle de la mère travestie.
À partir de 1991, Piotr Mamonov, leader du groupe Zvouki Mou, joue épisodiquement dans la pièce de Danil Gink, Le brun chauve. Le spectacle mis en scène par Oleg Babitski rencontre un grand succès. De 1997 à 2001, le chanteur retourne sur scène pour y interpréter son monologue Y a-t-il une vie sur Mars?, pièce dont il est le scénariste, le metteur en scène et l'acteur. Il s'inspirera de ce spectacle pour réaliser son album musical Pouchkine de chocolat (en russe : Шоколадный Пушкин).
Le dernier directeur du théâtre avant sa rénovation complète est Valeri Beliakovitch, homme de théâtre, précédemment animateur d'émissions sur les chaînes NTV et RTR. Il dirige la troupe jusqu'en juillet 2013.

## De nos jours
À l'été 2013, Boris Ioukhananov, élève d'Anatoli Efros et Anatoli Vassiliev, reprend les rênes de l'institution. Lassé du changement répété des cadres, il décide de revoir tout le fonctionnement du théâtre. Il abandonne l'ancien répertoire, transforme radicalement la structure de la scène et décide de mettre davantage en valeur le travail de mise en scène. Rebaptisé Électrothéâtre Stanislavski, le nouveau nom rappelle l'histoire du théâtre dramatique Stanislavski ainsi que le bâtiment de l'ancien cinéma Ars – salles appelées électrothéâtres aux débuts du cinéma. Selon Ioukhananov, le théâtre rénové devrait devenir l'espace scénique le plus avancé technologiquement à Moscou.
La rénovation est confiée aux architectes du cabinet Wowhaus, Oleg Chapiro et Dmitri Likine, auteurs des projets de réaménagement des quais de Crimée, de la salle de cinéma Pionnier et de l'architecture contemporaine du Parc Gorki. Au cours des travaux, une petite scène est restaurée, une grande salle modulable pouvant accueillir jusqu'à 400 spectateurs est créée, ainsi que des espaces de services modernes. La façade historique, l'escalier et les balcons sont préservés. Le hall du théâtre commence à combiner les fonctions de café et d'espace artistique.
Le 26 janvier 2015, l'Électrothéâtre Stanislavski ouvre ses portes et inaugure sa nouvelle scène avec la tragédie d'Euripide, Les Bacchantes, par le metteur en scène grec Theodoros Terzopoulos.
Selon Boris Ioukhananov, la tâche principale du théâtre est de trouver un nouveau langage artistique, alors qu'il héberge en son sein plusieurs formes d'expressions, théâtrale, cinématographique, musicale, littéraire. À présent, l'électrothéâtre Stanislavski se présente comme un centre culturel moderne où se donnent des concerts, des performances, des projections de films, des expositions d'art contemporain, des conférences. Il abrite l'École du spectateur et auditeur moderne, la petite librairie « L'Ordre des mots à l'Électrothéâtre » et dispose de sa propre ligne éditoriale publiée dans Le Théâtre et son bulletin.